# Attaques contre des bases américaines au Proche-Orient
Guerre civile syrienne
Guerre à Gaza depuis 2023
Batailles
m
- 1er Incident du golfe d'Oman
- 2e Incident du golfe d'Oman
- Destruction d'un drone américain
- Attaque de la base aérienne K-1
- Attaque contre l'ambassade des États-Unis à Bagdad
- Assassinat de Qassem Soleimani
- Opération Martyr Soleimani
- Destruction du Vol PS752
- Attaques d'Erbil

- Attaque de la Tour 22
- Bombardements américains du 3 février 2024 en Irak et en Syrie

Les affrontements de 2023-24 entre les milices pro-iraniennes et les forces armées américaines au Proche-Orient sont une intensification des attaques contre des bases américaines en Irak, en Syrie et en Jordanie par des milices soutenues par l'Iran. Cela en réaction au soutien américain à Israël dans sa riposte face au Hamas après l'attaque du 7 octobre 2023 en Israël.

## Contexte
Les États-Unis interviennent en Irak depuis 2014 dans le cadre de l'opération Inherent Resolve, une coalition dont ils ont pris la tête et chargée de lutter contre l'État islamique en Irak et au Levant. 2 500 soldats américains sont basés en Irak, où ils font principalement de la formation, en Syrie, ils sont 900, qui continuent en revanche de mener régulièrement des raids contre les djihadistes. Les milices affiliées à l'Iran ont déjà par le passé attaqué les forces américaines en Irak et en Syrie, notamment pendant la crise américano-iranienne de 2019-2020. Depuis des attaques sporadiques ont régulièrement lieu.
Le 7 octobre 2023, le Hamas déclenche l'opération Déluge d'al-Aqsa. C'est une opération de grande envergure aéro-maritimo-terrestre contre l'état d'Israël, responsable de la mort de centaines de civiles dans les villes et kibboutz aux alentours de la bande de Gaza. Tsahal réplique avec l'opération Glaive de fer contre la bande de Gaza, comprenant d'intenses bombardements et un siège total du territoire palestinien enclavé causant la mort de milliers de personnes. Dès le 8 octobre, les États-Unis affichent leur soutien à Israël en dépêchant leur plus gros bâtiment, le porte-avions nucléaire USS Gerald R. Ford en Méditerranée orientale. Un second porte-avion est envoyé le 16 octobre, l'USS Dwight D. Eisenhower. Le 20 octobre, le président Joe Biden demande au Congrès des aides de 14,3 milliards pour Israël.

## Déroulement

### 2023
Depuis le 17 octobre 2023, de nombreuses attaques de drones, roquettes et missiles balistiques de courte portée visent les bases américaines en Irak et en Syrie. La plupart sont déjoué par les systèmes de défense anti-aériennes, mais des dégâts et des victimes sont régulièrement signalés. Le 18 janvier 2024, le Pentagone recense au moins 140 attaques, 83 en Syrie, 57 en Irak. Ces attaques sont menées par un groupe se faisant appeler la "Résistance islamique en Irak". Mais les Américains accusent l'Iran de soutenir et d'encourager ces groupes armés, notamment après les menaces de l'ayatollah Khamenei.
Le 26 octobre, un F-15 et deux F-16 américains bombardent deux bases appartenant aux Gardiens de la révolution iraniens et à des « groupes affiliés » dans l'est de la Syrie,. Le secrétaire américain à la Défense, Lloyd Austin, prévient que le président Biden a ordonné ces frappes « pour qu'il soit clair que les Etats-Unis ne toléreront pas de telles attaques et se défendront eux-mêmes, ainsi que leur personnel et leurs intérêts ».
Le 8 novembre, 2 F-15 américains frappent des bâtiments servent de lieu de stockage d'arme pour les Gardiens de la Révolution et les milices pro-iraniennes à Deir Ezzor en Syrie. L’Observatoire syrien des droits de l’homme (OSDH) indique que ces frappes ont fait au moins 9 morts, dont 3 syriens,,.
Le 12 novembre de nouvelles frappes américaines visent des installations servant aux gardiens de la révolution à Albou Kamal et à Mayadine en Syrie faisant au moins 8 morts parmi les combattants affiliés à l'Iran,.
Le 21 novembre une attaque avec un missile balistique de courte portée vise la base d'Aïn al-Assad où sont stationné des troupes américaines, faisant 8 blessés. En réponse un véhicule des Hachd al-Chaabi est détruit faisant un mort et des blessés lors d'une frappe qualifiée « d'autodéfense » par le gouvernement américain. Le 22 novembre de nouvelles frappes américaines visent des positions des milices pro-iraniennes en Irak, tuant 8 miliciens. Le gouvernement irakien (en) (al-Soudani) condamne ces attaques menées à son insu et en « violation flagrante de la souveraineté »,.
Le 25 décembre une attaque de drone suicide vise une base de la coalition près de l'aéroport international d'Erbil en Irak faisant au moins 3 blessés dont un grave. En riposte les forces aériennes américaines mènes des frappes contre 3 installations utilisées par le Kataëb Hezbollah dans le centre de l'Irak,.

### 2024
Jeudi 4 janvier 2024 à Bagdad, une frappe de drone américaine a tué Mushtaq Talib al-Saïdi, un des chefs de la milice pro-iranienne chiite Hachd al-Chaabi.
Le 18 janvier, un drone américain, MQ-9 Reaper s'écrase près de la base aérienne de Balad (en), en Irak. La Résistance islamique en Irak affirme avoir abattu le drone.
Le 21 janvier, des tirs de missiles balistiques et de roquettes ont lieu contre la base aérienne d'Ain al-Asad en Irak où sont stationnées des troupes américaines, faisant plusieurs blessés parmi les militaires américains et irakiens. L'attaque a été revendiquée par la Résistance islamique en Irak.
Dans la nuit du 24 janvier, des frappes aériennes américaines ont lieu en représailles contre "le quartier général des Brigades du Hezbollah, ainsi que des lieux de stockage et sites d'entraînement" à Jurf al-Sakhr ainsi que dans la région d'Al-Qaïm. Ces frappes font au moins 1 mort et 2 blessés parmi les miliciens.
Le 28 janvier, une frappe de drone suicide menée par la milice pro iranienne "La Résistance Islamique" vise une base américaine dans le nord-est de la Jordanie, faisant au moins 3 morts et 34 blessés.
En représailles, l'armée américaine mène, le 3 février, une contre sept installations, trois en Irak et quatre en Syrie, de la force Al-Qods du Corps des Gardiens de la révolution islamique iranien et les milices affiliées. Ces bombardements visent 85 cibles dont des centres de commandement et de renseignement, des infrastructures de stockage de drones et de missiles et des bâtiments avec 125 munitions de précisions largués au moins deux bombardiers stratégiques Rockwell B-1 Lancer de la base de Dyess au Texas. Selon l'OSDH les frappes aurait fait au moins 29 morts parmi les miliciens dans l'Est de la Syrie. Le gouvernement irakien fait état de 16 morts sur son sol dont des civils,,.
Le 4 février, la « Résistance islamique en Irak » mène une attaque au drone suicide contre une académie de formation militaire sur le champ d'Al-Omar en Syrie, tuant 7 combattants kurdes des Forces démocratiques syriennes (FDS).
Le 7 février, une frappe de drone américain tue un haut commandant des Brigades du Hezbollah et 2 autres personnes à Bagdad.
Le 21 avril, les attaques reprennent avec le tir par la "Résistance islamique en Irak" de plusieurs roquettes depuis l'Irak vers Kharab al-Jir, une base de la coalition américaine à l'Est de la Syrie.
Le 5 aout, une attaque à la roquette vise la base d'Aïn al-Assad, dans la province d'al-Anba en Irak, faisant plusieurs blessés parmi les troupes américaines.
Le 11 novembre des frappes aériennes américaines, en représailles à des attaques contre des bases américaines en Syrie, visent 9 cibles appartenant à des milices pro-iraniennes en Syrie, tuant 4 miliciens.